# Mistrzostwa Świata w Piłce Nożnej 1958 (eliminacje strefy CONMEBOL)
Do eliminacji do Mistrzostw Świata w Piłce Nożnej 1958 w strefie CONMEBOL zgłoszonych zostało 9 reprezentacji, które zostały podzielone na 3 grupy po 3 drużyny. Po losowaniu grup z eliminacji wycofała się  Wenezuela. Do turnieju awansowali zwycięzcy grup.

## Przebieg eliminacji

### Grupa 1
| Poz | Zespół    | Pkt        | M          | W          | R          | P          | Br+        | Br-        | +/-        |
| --- | --------- | ---------- | ---------- | ---------- | ---------- | ---------- | ---------- | ---------- | ---------- |
| 1   | Brazylia  | 3          | 2          | 1          | 1          | 0          | 2          | 1          | +1         |
| 2   | Peru      | 1          | 2          | 0          | 1          | 1          | 1          | 2          | -1         |
| 3   | Wenezuela | rezygnacja | rezygnacja | rezygnacja | rezygnacja | rezygnacja | rezygnacja | rezygnacja | rezygnacja |

| 1 13 kwietnia 1957 | Peru · Terry Alberto 36' | 1:11:0raport | Brazylia · 47' Índio | Nacional, Lima Widzów: 50 000 Sędzia: Washington Rodriguez |
|                    |                          |              |                      |                                                            |

| 2 21 kwietnia 1957 | Brazylia · Didi 11' | 1:0raport | Peru | Maracanã, Rio de Janeiro Widzów: 120 000 Sędzia: Esteban Marino |
|                    |                     |           |      |                                                                 |

### Grupa 2
| Poz | Zespół    | Pkt | M | W | R | P | Br+ | Br- | +/- |
| --- | --------- | --- | - | - | - | - | --- | --- | --- |
| 1   | Argentyna | 6   | 4 | 3 | 0 | 1 | 10  | 2   | +8  |
| 2   | Boliwia   | 4   | 4 | 2 | 0 | 2 | 6   | 6   | 0   |
| 3   | Chile     | 2   | 4 | 1 | 0 | 3 | 2   | 10  | -8  |

| 1 22 września 1957 | Chile · Guillermo Diaz 62' · Jaime Ramirez 68' | 2:10:1raport | Boliwia · 36' Ricardo Alcón | Nacional, Santiago Widzów: 37 071 Sędzia: Paul Wyssling |
|                    |                                                |              |                             |                                                         |

| 2 29 września 1957 | Boliwia · Ausberto García 30' · Máximo Alcócer 70', 86' | 3:01:0raport | Chile | Hernando Siles, La Paz Widzów: 30 000 Sędzia: Paul Wyssling |
|                    |                                                         |              |       |                                                             |

| 3 6 października 1957 | Boliwia · Máximo Alcócer 13' · Maximiliano Ramírez 75' | 2:01:0raport | Argentyna | Hernando Siles, La Paz Widzów: 30 000 Sędzia: Paul Wyssling |
|                       |                                                        |              |           |                                                             |

| 4 13 października 1957 | Chile | 0:20:1raport | Argentyna · 40' Norberto Menéndez · 68' Norberto Conde | Nacional, Santiago Widzów: 42 795 Sędzia: Paul Wyssling |
|                        |       |              |                                                        |                                                         |

| 5 20 października 1957 | Argentyna · Omar Oreste Corbatta 1', 40' · Norberto Menéndez 13' · Roberto Zárate 15' | 4:0raport | Chile | La Bombonera, Buenos Aires Widzów: 25 000 Sędzia: Paul Wyssling |
|                        |                                                                                       |           |       |                                                                 |

| 6 27 października 1957 | Argentyna · Roberto Zárate 9' · Eliséo Prado 66' · Norberto Menéndez 68' · Omar Oreste Corbatta 69' | 4:01:0raport | Boliwia | Avellaneda, Buenos Aires Widzów: 60 000 Sędzia: Paul Wyssling |
|                        | |              |         |                                                               |

### Grupa 3
| Poz | Zespół   | Pkt | M | W | R | P | Br+ | Br- | +/- |
| --- | -------- | --- | - | - | - | - | --- | --- | --- |
| 1   | Paragwaj | 6   | 4 | 3 | 0 | 1 | 11  | 4   | +7  |
| 2   | Urugwaj  | 5   | 4 | 2 | 1 | 1 | 4   | 6   | -2  |
| 3   | Kolumbia | 1   | 4 | 0 | 1 | 3 | 3   | 8   | -5  |

| 1 16 czerwca 1957 | Kolumbia · Carlos Arango 15' | 1:11:0raport | Urugwaj · 51' Javier Ambrois | El Campín, Bogota Widzów: 35 000 Sędzia: Jack Husband |
|                   |                              |              |                              |                                                       |

| 2 20 czerwca 1957 | Kolumbia · Jaime Gutiérrez 10' · Ricardo Díaz 89' | 2:31:1raport | Paragwaj · 30', 88' Enrique Jara Saguier · 67' (sam.) Héctor Echeverry | El Campín, Bogota Widzów: 35 000 Sędzia: Jack Husband |
|                   |                                                   |              |                                                                        |                                                       |

| 3 30 czerwca 1957 | Urugwaj · Óscar Míguez 81' (k) | 1:00:0raport | Kolumbia | Estadio Centenario, Montevideo Widzów: 35 000 Sędzia: Jack Husband |
|                   |                                |              |          |                                                                    |

| 4 7 lipca 1957 | Paragwaj · Enrique Jara Saguier 11', 77' · Juan Agüero 27' | 3:02:0raport | Kolumbia | Puerto Sajonia, Asunción Widzów: 32 000 Sędzia: Jack Husband |
|                |                                                            |              |          |                                                              |

| 5 14 lipca 1957 | Paragwaj · Florencio Amarilla 5', 48', 59' · Juan Agüero 86' · Enrique Jara Saguier 89' | 5:01:0raport | Urugwaj | Puerto Sajonia, Asunción Widzów: 25 000 Sędzia: Jack Husband |
|                 |                                                                                         |              |         |                                                              |

| 6 28 lipca 1957 | Urugwaj · Eladio Benítez 8' · William Martínez 89' | 2:01:0raport | Paragwaj | Estadio Centenario, Montevideo Widzów: 10 000 Sędzia: Jack Husband |
|                 |                                                    |              |          |                                                                    |